# Jasmin Capital
 (juin 2020).
 (juin 2020).
Pour les articles homonymes, voir Jasmin (homonymie).
Jasmin Capital est une société française dont les deux principales activités sont : agent de placement et conseil en transaction secondaire, pour des fonds de private equity, infrastructure et private debt.

## Histoire
La société Jasmin Capital a été créée en 2009 par Jean-Christel Trabarel,.
Jasmin Capital a le statut de Conseil en Investissements Financiers. La société est membre de l’ANACOFI-CIF, association agréée par l’Autorité des marchés financiers.
La société est également membre de France Invest depuis 2011 et d'Europe Invest depuis 2018. Elle est signataire depuis 2011 des Principes de l'Investissement Responsable sous l'égide des Nations unies (UN PRI).
Depuis 2019, Jasmin Capital est régulé au Canada et a établi des chaperoning agreements aux Etats-Unis, au Japon et en Corée du Sud.
En 2020, Jasmin Capital a créé un Fonds de Dotation pour financer des projets philanthropiques dans les domaines de la santé, de l'éducation et de la protection de l'environnement.

## Offre de services
La société Jasmin Capital intervient sur six activités pour des gérants ou des souscripteurs de fonds en private equity, private debt et infrastructure :
1. Agent de placement
2. Transaction secondaire
3. Syndication de co-investissement
4. Conseil en marketing / étude d'image
5. Rapprochement de sociétés de gestion
6. Conseil pour family offices et investisseurs institutionnels

Jasmin Capital se distingue par sa volonté de prendre peu de mandats.

## Projets réalisés
En tant qu'agent de placement, la société Jasmin Capital a mené plusieurs levées de fonds pour des fonds de buyout, growth, capital innovation, de mezzanine et d'infrastructure dont :
- ActoMezz II[7] : fonds français de mezzanine de 209 m€
- Apax Development Fund[9] : fonds français de buyout small caps en TMT, Consumer, Santé et Services de 255m€
- BlackFin Financial Services Fund I, II et III[3],[10] : fonds européen de buyout dédié aux services financiers de 985m€
- Health for Life[11] : fonds européen de capital innovation dans les sciences de la vie géré par Seventure Partners de 160m€
- Hivest I[12] : fonds français de situations spéciales de 120m€
- Latour Capital I[3],[13], II[7],[14],[15] et III[16],[17],[18] : fonds français de buyout respectivement de 115m€, 300m€ et 1 milliard €
- Macquarie[3],[7],[19]
- Stafford Capital Partners[19]
- UI Cap 6[20] : fonds français de capital transmission et développement  small caps géré par UI Gestion de 105m€

La société Jasmin Capital est ainsi intervenue à la fois pour des first time funds comme BlackFin Capital Partners, Hivest Capital ou Latour Capital, ou pour des équipes gérant déjà de nombreux fonds comme Apax Partners, Macquarie ou UI Gestion.